# 2004年夏季奥林匹克运动会南非代表团
南非在2004年的雅典奧運中共奪得1金3銀2銅的獎牌，也是繼1996的阿特蘭大奧運後，第一次在奧運會中奪得金牌。是次奧運南非派出106名運動員參加19個項目的比賽。

## 獎牌
在8月15日的男子4×100米自由泳接力比賽中隊員罗兰·斯库曼、林登·弗恩斯、达里安·汤森和里克·内特林，以3分13秒17打破了世界紀錄的成績3分13秒67奪得金牌。